# Desorejado
Desorejado (título traducido en Rusia como Безухий) es una película ruso-chilena del año 2009. Dirigida y escrita por Sebastián Alarcón, cuenta la historia de Gonzalo Calvo de Barrientos.
Protagonizada por Claudio Reyes y Luis Dubó, en los papeles del desorejado y Michimalonco respectivamente, cuenta también con la actuación de Mauricio Pesutic como Diego de Almagro, Pablo Iglesias Derderian como Gómez de Alvarado, y la actriz boliviana Carla Ortiz como la ñusta que acompaña a Calvo de Barrientos en su destierro a Chile. Fue presentada en el 32° Festival Internacional de Cine de Moscú.

## Argumento
La película cuenta la historia del soldado español Gonzalo Calvo de Barrientos, quien es desterrado a Chile antes de su descubrimiento por Diego de Almagro. La cinta recoge sus experiencias con los indígenas, el inicio del mestizaje, y la llegada de las primeras huestes españolas. Su amistad con el cacique Michimalonco, su rechazo por parte de los españoles, y su intento de ser un mediador entre los conquistadores y primeros habitantes.

## Reparto
- Claudio Reyes - Gonzalo Calvo de Barrientos
- Luis Dubo - Michimalonco
- Mauricio Pesutic - Diego de Almagro
- Pablo Iglesias Derderian - Gómez de Alvarado
- Mayra Arango - Malgarida
- Carla Ortiz - Ñusta
- Daniel Muñoz - Ruy Díaz
- Sergé Francois Soto - Francisco Pizarro
- Álvaro Pantanioni - Felipillo

## Producción
La película fue filmada íntegramente en Chile, en locaciones de Laguna Verde, el Cajón del Maipo y el Desierto de Atacama. Fue financiada en parte por el Consejo Nacional de Televisión y coproducida por TVN.
Durante el rodaje el actor Luis Dubó (Michimalonco) comió realmente una araña pollito que se cruza en una de sus escenas.